# Gouvernement Nowgorod

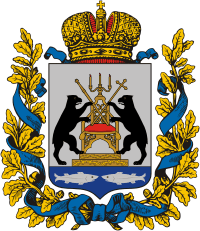
Wappen des Gouvernements

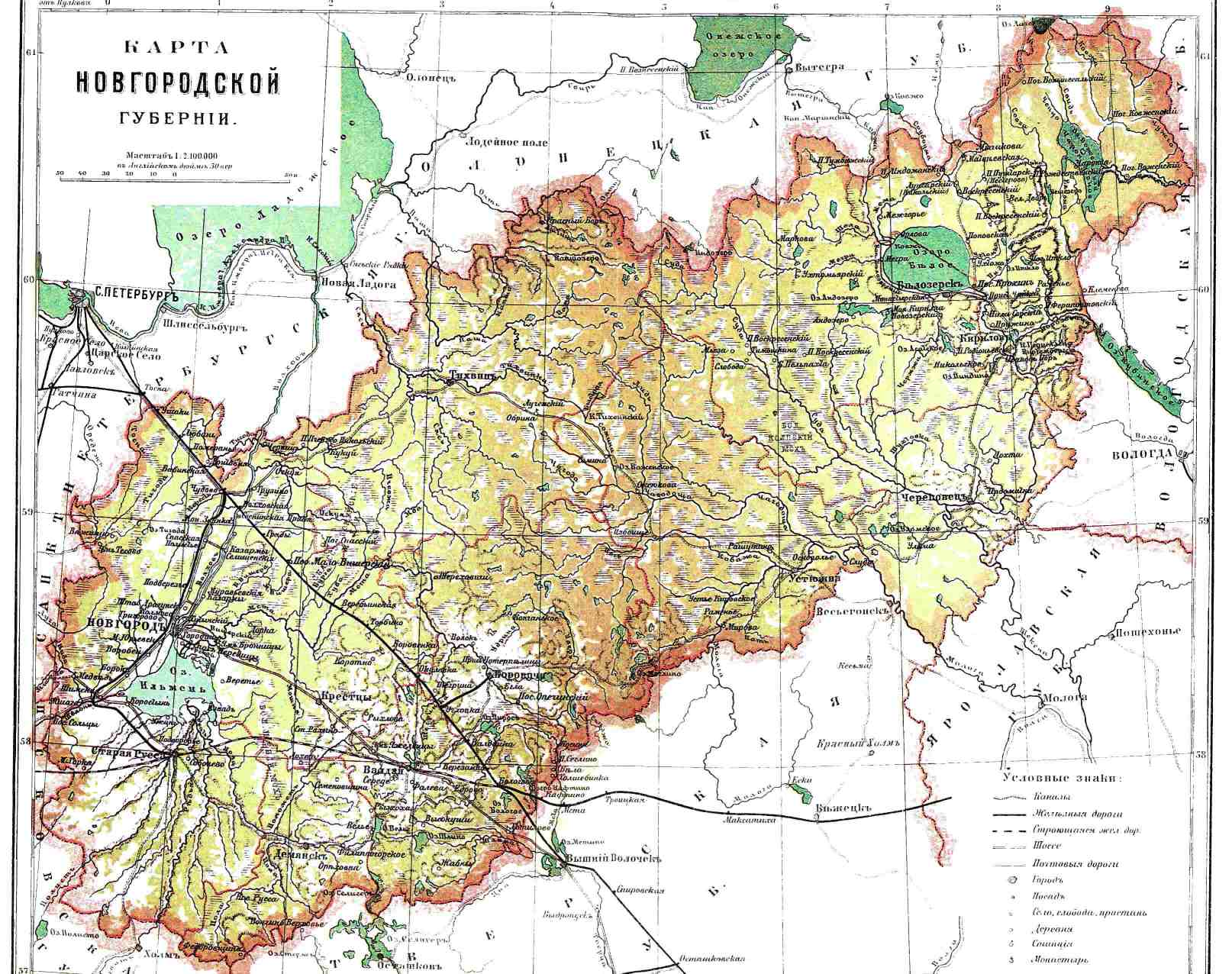
Gouvernement Nowgorod (um 1900)

Das Gouvernement Nowgorod war ein russisches Gouvernement mit Verwaltungssitz in der namensgebenden Stadt Nowgorod. Das 1927 gegründete Gouvernement existierte mit Unterbrechung von 1776 bis 1796 bis zum 1. August 1927. Es gehörte somit im Verlauf seiner Geschichte zunächst zum Russischen Kaiserreich, dann zur von der Provisorischen Regierung am 1. Septemberjul. / 14. September 1917greg. ausgerufenen Russischen Republik und in Folge zu der nach der Oktoberrevolution vom 7. November 1917 entstandenen Russischen SFSR, die ihrerseits am 30. Dezember 1922 Teil der Sowjetunion wurde.

## Geographie und Demographie
Das Gouvernement im Nordwesten Russlands hatte in der längsten stabilen Phase seines Bestehens (1802–1918) eine Fläche von 118.544 km² (Angabe von 1897). Es erstreckte sich in dieser Zeit (von Nordosten im Uhrzeigersinn) zwischen den Gouvernements Wologda, Jaroslawl, Twer, Pskow, Sankt Petersburg und Olonez.
Mit den Waldaihöhen war die Landschaft im Südwesten des Gouvernements hügelig, im Nordosten überwiegend flach und sumpfig. Das Gebiet des Gouvernements wurde von zahlreichen Flüssen entwässert, die teils der Wolga, teils dem Ladogasee und dem Ilmensee sowie über diesen und seinen Abfluss Wolchow ebenfalls dem Ladogasee und weiter dem Finnischen Meerbusen zufließen.
Die Einwohnerzahl des Gouvernements über die gesamte Dauer seines Bestehen ist aufgrund der wechselnden Ausdehnung (siehe Geschichte) nur bedingt vergleichbar:
| Jahr    | Einwohner | Anmerkung/Quelle    |
| ------- | --------- | ------------------- |
| 1766    | 845.000   | [ 1 ]               |
| 1794–95 | 555.700   | (Statthalterschaft) |
| 1861    | 891.000   | [ 3 ]               |
| 1897    | 1.367.022 | [ 2 ]               |
| 1926    | 1.050.604 | [ 4 ]               |

## Geschichte

### 1727 bis 1776
Das Gouvernement wurde am 29. Apriljul. / 10. Mai 1727greg. durch Erlass der russischen Kaiserin Katharina I. durch Ausgliederung aus dem seit 1710 unter diesem Namen bestehenden Gouvernement Sankt Petersburg gegründet. Anfangs umfasste es 5 bereits zuvor (per Erlass Peters I. vom 29. Maijul. / 9. Juni 1719greg. ab 1. Julijul. / 12. Juli 1719greg.) existierende Provinzen mit insgesamt 20 Ujesden:
- Provinz Belosersk: Ujesde Belosersk, Kargopol, Tscharonda, Ustjuschna
- Provinz Nowgorod: Ujesde Nowgorod, Staraja Ladoga, Staraja Russa und die (zunächst ujesdfreien) Städte Nowaja Ladoga, Porchow
- Provinz Pskow: Ujesde Gdow, Isborsk, Opotschka, Ostrow, Pskow, Sawolotschje (auch Pustorschewski, nach der 1536 zerstörten Festung Pustaja Rschewa an Stelle des späteren Noworschew, Verwaltung in der nach 1777 aufgelassenen Festung Sawolotschje bei Pustoschka)
- Provinz Twer: Ujesde Nowotorschski (nach der Stadt Nowy Torg, heute Torschok), Rschew, Stariza, Subzow, Twer
- Provinz Welikije Luki: Ujesde Toropez, Welikije Luki

Am 18. Oktoberjul. / 29. Oktober 1727greg. wurde der Ujesd Olonez ebenfalls vom Gouvernement Sankt Petersburg an die Provinz Nowgorod des Gouvernements Nowgorod übergeben, womit dieses für mehrere Jahrzehnte seine größte historische Ausdehnung erreichte.
Zu grundlegenden Umgestaltungen der Verwaltungsstruktur, die in der Umbildung der Gouvernements in Statthalterschaften (namestnitschestwo) ab 1775 gipfelten, kam es erst wieder in der Regierungszeit von Katharina II. (von 1762 bis 1796). Auf ihren Erlass vom 10. Oktoberjul. / 21. Oktober 1764greg. wurden zunächst die Ujesde Isborsk, Staraja Ladoga und Tscharonda aufgelöst.
1770 erhielten die Orte Borowitschi, Waldai und Wyschni Wolotschok in der Provinz Nowgorod sowie Ostaschkow in der Provinz Twer die Stadtrechte, 1772 wurden die jeweils zugehörigen Ujesde ausgewiesen. Am 28. Maijul. / 8. Juni 1772greg. wurden die Provinzen Pskow (außer Ujesd Gdow, der an die Provinz Nowgorod abgegeben wurde) und Welikije Luki als neues Gouvernement Pskow ausgegliedert.
1773 wurden Provinz Nowgorod die neuen Ujesde Nowaja Ladoga, Porchow und Tichwin gebildet. Am 20. Dezemberjul. / 31. Dezember 1773greg. wurde der Ujesd Olonez zu einer Provinz aufgewertet, in der zugleich die zwei neuen Ujesde Padansk und Wytegra ausgewiesen wurden.
Mit Erlass vom 7. Novemberjul. / 18. November 1775greg. wurden die Provinzen (auch in allen anderen Gouvernements des Reiches) aufgelöst und die Ujesde den Gouvernements direkt unterstellt. Am 25. Novemberjul. / 6. Dezember 1775greg. wurde aus dem Gebiet der vormaligen Provinz Twer sowie des Ujesds Wyschni Wolotschok die Statthalterschaft Twer gebildet. Der verbliebene Teil des Gouvernements Nowgorod wurde schließlich per Erlass vom 24. Augustjul. / 4. September 1776greg. in die Statthalterschaft Nowgorod umgebildet. Dabei wurden zehn der verbliebenen Ujesde (Belosersk, Borowitschi, Nowaja Ladoga, Nowgorod, Staraja Russa, Tichwin, Ustjuschna und Waldai sowie die erst 1776 neu ausgewiesenen Kirillow und Krestzy) innerhalb der Statthalterschaft zur Oblast Nowgorod zusammengefasst, vier Ujesde (Kargopol, Olonez, Padansk und Wytegra) bildeten die Oblast Olonez, und die Ujesde Gdow und Porchow wurden an die gleichzeitig an das Gouvernement Pskow abgegeben.

### 1796 bis 1927
Unter Kaiser Paul I. wurden Katharinas Verwaltungsreformen weitgehend rückgängig gemacht. So wurde auch das Gouvernement Nowgorod auf Erlass vom 12. Dezemberjul. / 23. Dezember 1796greg., nur etwa einen Monat nach Katharinas Tod, etwa in den alten Grenzen neu gebildet. Zugleich wurde die am 22. Maijul. / 2. Juni 1784greg. gebildete Statthalterschaft Olonez wieder aufgelöst. Deren südlicher Teil, das Gebiet der Ujesde Kargopol, Lodeinoje Pole, Olonez, Petrosawodsk, Pudosch und Wytegra sowie zum Teil des Ujesds Powenez wurde am 15. Julijul. / 26. Juli 1799greg. dem Gouvernement Nowgorod zugeteilt. Dabei wurden die Ujesde Lodeinoje Pole, Powenez und Pudosch aufgelöst, ebenso die zuvor zur Statthalterschaft Nowgorod gehörenden Ujesde Kirillow, Krestzy und Tscherepowez (der vor 1776 zum Gouvernement Nowgorod gehörende Ujesd Nowaja Ladoga war bereits 1781 zum Gouvernement Sankt Petersburg übergegangen).
Auf Erlass des Kaisers Alexander I. vom 9. Septemberjul. / 21. September 1801greg. wurde erneut ein Gouvernement Olonez gebildet und die Ujesde Kargopol, Olonez, Petrosawodsk und Wytegra an dieses zurückgegeben. Am 24. Apriljul. / 6. Mai 1802greg. wurden die Ujesde Kirillow, Krestzy und Tscherepowez im Bestand des Gouvernements Nowgorod wiederhergestellt. Damit hatte sich die Verwaltungsgliederung des neugeschaffenen Gouvernements vorerst konsolidiert; es bestand nun aus den zehn Ujesden Belosersk, Borowitschi, Kirillow, Krestzy, Nowgorod, Staraja Russa, Tichwin, Tscherepowez, Ustjuschna und Waldai. Die Grenzen der Gouvernements änderten sich bis 1918 nicht mehr.
Im Zusammenhang mit der Schaffung von Militärsiedlungen in den Ujesden Nowgorod und Staraja Russa ab 1816 wurde am 7. Augustjul. / 19. August 1824greg. der Ujesd Staraja Russa aufgelöst und aus seinem südwestlichen Teil sowie Teilen der Ujesde Krestzy und Waldai der neue Ujesd Demjansk gebildet. Auf Erlass des Kaisers Alexander II. vom 6. Januarjul. / 18. Januar 1859greg. wurde der Ujesd Staraja Russa wiederhergestellt. Diese Gliederung hatte bis nach der Oktoberrevolution von 1917 Bestand:
| Bezeichnung                         | Russisch          | Verwaltungssitz | Einwohner | Fläche (km²) | Bevölkerungs- dichte (Ew./km²) | Stadt- bevölkerung | Land- bevölkerung | Stadt- bev. (%) | Weibliche Bevölkerung | Männliche Bevölkerung |
| ----------------------------------- | ----------------- | --------------- | --------- | ------------ | ------------------------------ | ------------------ | ----------------- | --------------- | --------------------- | --------------------- |
| Belosersk (Beloserski ujesd)        | Белозерский уезд  | Belosersk       | 86.906    | 14.860       | 5,8                            | 5.015              | 81.891            | 6,1             | 46.667                | 40.239                |
| Borowitschi (Borowitschski ujesd)   | Боровичскийй уезд | Borowitschi     | 146.368   | 10.294       | 14,2                           | 9.431              | 136.937           | 6,9             | 76.534                | 69.834                |
| Demjansk (Demjanski ujesd)          | Демянский уезд    | Demjansk        | 79.791    | 4.920        | 16,2                           | 1.648              | 78.143            | 2,1             | 42.474                | 37.317                |
| Kirillow (Kirillowski ujesd)        | Кирилловский уезд | Kirillow        | 120.004   | 13.852       | 8,7                            | 4.306              | 115.698           | 3,7             | 64.516                | 55.488                |
| Krestzy (Krestezki ujesd)           | Крестецкий уезд   | Krestzy         | 104.389   | 8.966        | 11,6                           | 2.596              | 101.793           | 2,6             | 53.480                | 50.909                |
| Nowgorod (Nowgorodski ujesd)        | Новгородский уезд | Nowgorod        | 185.757   | 10.019       | 18,5                           | 25.736             | 160.021           | 16,1            | 91.052                | 94.705                |
| Staraja Russa (Starorussski ujesd)  | Старорусский уезд | Staraja Russa   | 191.957   | 9.536        | 20,1                           | 15.183             | 176.774           | 8,6             | 101.417               | 90.540                |
| Tichwin (Tichwinski ujesd)          | Тихвинский уезд   | Tichwin         | 99.367    | 18.402       | 5,4                            | 6.589              | 92.778            | 7,1             | 52.968                | 46.399                |
| Tscherepowez (Tscherepowezki ujesd) | Череповецкий уезд | Tscherepowez    | 157.495   | 8.246        | 19,1                           | 6.948              | 150.547           | 4,6             | 84.215                | 73.280                |
| Ustjuschna (Ustjuschski ujesd)      | Устюжский уезд    | Ustjuschna      | 99.737    | 12.880       | 7,7                            | 5.111              | 94.626            | 5,4             | 52.118                | 47.619                |
| Waldai (Waldaiski ujesd)            | Валдайский уезд   | Waldai          | 95.251    | 6.570        | 14,5                           | 2.907              | 92.344            | 3,1             | 49.680                | 45.571                |
| Gesamt                              | Gesamt            | Gesamt          | 1.367.022 | 118.544      | 11,5                           | 85.470             | 1.281.552         | 6,7             | 715.121               | 651.901               |

Auf Anordnung des Volkskommissariats des Innern (NKWD) der RSFSR vom 10. Juni 1918 wurde der östliche Teil des Gouvernements als neues Gouvernement Tscherepowez ausgegliedert; das abgegebene Gebiet umfasste neben dem Ujesd Tscherepowez die vier flächengrößten und am dünnsten besiedelten Ujesde des Gouvernements: Belosersk, Kirillow, Tichwin und Ustjuschna. Damit verlor das Gouvernement Nowgorod etwa 57 % seiner Fläche und 41 % der Bevölkerung (gemessen an der Einwohnerzahl von 1897).
Im verbliebenen Teil des Gouvernements kam es zu folgenden Änderungen: von 7. Juni 1918 bis 20. März 1919 existierte ein Ujesd Bologoje als Ausgliederung aus dem Ujesd Waldai, am 30. März 1918 (bestätigt am 27. April 1920) wurde der Ujesd Malaja Wischera gebildet, und am 2. Mai 1922 wurde der Rajon Krestzy aufgelöst. Damit ergab sich für den verbleibenden Zeitraum bis zur Auflösung des Gouvernements folgende Verwaltungsgliederung:
| Bezeichnung                            | Russisch           | Verwaltungssitz | Einwohner | Fläche (km²) | Bevölkerungs- dichte (Ew./km²) | Stadt- bevölkerung | Land- bevölkerung | Stadt- bev. (%) | Städte | Dörfer | Weibliche Bevölkerung | Männliche Bevölkerung |
| -------------------------------------- | ------------------ | --------------- | --------- | ------------ | ------------------------------ | ------------------ | ----------------- | --------------- | ------ | ------ | --------------------- | --------------------- |
| Borowitschi (Borowitschski ujesd)      | Боровичскийй уезд  | Borowitschi     | 198.671   | 10.293       | 19,3                           | 20.245             | 178.426           | 10,2            | 3      | 3.150  | 104.141               | 94.530                |
| Demjansk (Demjanski ujesd)             | Демянский уезд     | Demjansk        | 102.050   | 4.883        | 20,9                           | 2.472              | 99.578            | 2,4             | 1      | 1.461  | 54.573                | 47.477                |
| Malaja Wischera (Malowischerski ujesd) | Маловишерский уезд | Malaja Wischera | 105.868   | 6.924        | 15,3                           | 24.452             | 81.416            | 23,1            | 6      | 1.383  | 55.086                | 50.782                |
| Nowgorod (Nowgorodski ujesd)           | Новгородский уезд  | Nowgorod        | 248.250   | 11.221       | 22,1                           | 47.410             | 200.840           | 19,1            | 5      | 1.865  | 128.971               | 119.279               |
| Staraja Russa (Starorussski ujesd)     | Старорусский уезд  | Staraja Russa   | 240.205   | 9.920        | 24,2                           | 23.673             | 216.532           | 9,9             | 2      | 1.930  | 127.228               | 112.977               |
| Waldai (Waldaiski ujesd)               | Валдайский уезд    | Waldai          | 155.560   | 8.399        | 18,5                           | 22.835             | 132.725           | 14,7            | 5      | 1.617  | 81.187                | 74.373                |
| Gesamt                                 | Gesamt             | Gesamt          | 1.050.604 | 51.640       | 20,3                           | 141.087            | 909.517           | 13,4            | 22     | 11.406 | 551.186               | 499.418               |

Anmerkungen zu den Tabellen:
1. ↑  umgerechnet aus Quadratwerst
2. 1 2  anfangs Ustjuschna-Schelesopolski ujesd (Устюжна-Железопольский уезд), später auch Ustjuschenski ujesd (Устюженский уезд)
3. ↑  inklusive städtische Siedlungen

Mit Beschluss vom 7. Mai 1926 wurde die zu diesem Zeitpunkt existierenden fünf nordwestlichen Gouvernements der RSFSR (Leningrad – hervorgegangen aus dem ursprünglichen Gouvernement Sankt Petersburg, ab 1914 Petrograd, Murmansk, Nowgorod, Pskow und Tscherepowez) zu einer Nord-Westlichen Oblast (Sewero-Sapadnaja oblast) zusammengefasst, blieben aber zunächst weiter bestehen. Auf Beschluss des Allrussischen Zentralen Exekutivkomitees wurde die Oblast zum 1. August 1927 in Oblast Leningrad umbenannt und die früheren Gouvernements endgültig aufgelöst, darunter das Gouvernement Nowgorod.

### Spätere Zugehörigkeit des Gebietes
Das Gebiet des früheren Gouvernements Nowgorod mit Stand von 1927 bildete zunächst innerhalb der Oblast Leningrad die Okruge Borowitschi (frühere Ujesde Borowitschi, Malaja Wischera und Waldai) und Nowgorod (frühere Ujesde Demjansk, Nowgorod und Staraja Russa), die wie ein großer Teil der anderen Okruge in der Sowjetunion bis 23. Juli 1930 existierten.
Am 5. Juli 1944 wurde größtenteils aus der Oblast Leningrad und aus einem kleinen Teil aus der Oblast Kalinin (heute Twer) die bis heute existierende Oblast Nowgorod ausgegliedert, deren Gebiet ungefähr dem des Gouvernements Nowgorod bei seiner Auflösung entspricht. Es umfasst jedoch Flächen im Nordosten um Neboltschi und im Osten um Pestowo, die nach 1918 als Teile der Ujesde Tichwin beziehungsweise Ustjuschna zum Gouvernement Tscherepowez gehörten, außerdem im Süden ein größeres Gebiet um Cholm (zuvor Oblast Kalinin) sowie im Westen um Solzy (bis 1927 Gouvernement Pskow). Dagegen gehört ein Gebiet um Bologoje im Südosten heute zur Oblast Twer.
Das Gebiet des Gouvernements Nowgorod in der Zeit seiner größten Ausdehnung (1727–1772) umfasste die heutigen Oblaste Nowgorod und Pskow fast vollständig, die Oblaste Leningrad und Twer zu weiten Teilen, Gebiete im Westen der Oblaste Archangelsk und Wologda sowie im Südosten der Republik Karelien.